# Isaac Forster
Isaac Forster (Dakar, 14 augustus 1903 – Dakar, 27 maart 1984) was een Senegalees jurist. Hij maakte een juridische carrière in Frans-West-Afrika en was uiteindelijk rechter-president van het Hooggerechtshof van het onafhankelijke Senegal. Van 1964 tot 1982 was hij rechter bij het Internationale Gerechtshof.

## Levensloop
Forster ging naar het Lycée Hoche in Versailles en behaalde daarna zijn licentiaat in rechtsgeleerdheid aan Sorbonne in Parijs.
In Frans-West-Afrika, het latere Senegal, bekleedde hij verschillende functies bij de rechtbank en het Openbaar Ministerie. Zo werkte hij vanaf juni 1933 als plaatsvervangend officier van justitie in Conakry, vanaf 1941 als rechter in Saint Denis en aansluitend in Madagaskar, en vanaf juli 1942 als Procureur de la République in Lomé. In 1945 werd hij benoemd tot raadsheer in Guadeloupe en in januari 1947 van het hof voor hoger beroep van Frans-West-Afrika. Vanaf 1952 werkte hij voor de toenmalige Franse president Vincent Auriol en vanaf 1956 voor zijn opvolger René Coty. Vervolgens nam Forster in september 1957 het presidentschap op zich van het hof voor hoger beroep.
In 1958 werd hij benoemd tot secretaris-generaal van de Senegalese regering en een jaar later nam hij het ambt van algemeen officier van justitie van Dakar op zich. Nog een jaar later, in 1960, werd hij benoemd tot president van het Hooggerechtshof van het inmiddels onafhankelijke land Senegal.
Van 1964 tot 1982 was Forster rechter van het Internationale Gerechtshof in Den Haag. Hij was daarbij lid van het comité van experts voor de toepassing van de overeenkomsten van de Internationale Arbeidsorganisatie. Sinds 1963 was hij lid van het Institut de Droit International.